# 긴 평화
긴 평화(Long Peace)는 그 전례가 없는 1945년 제2차 세계 대전의 종전 이후 현재까지의 역사적 시대를 의미하는 용어이다. 냉전 시대는 당시의 강대국들이었던 미국과 소련 간의 대규모 분쟁이 부재했던 시기였다. 1986년에 처음 인식된, 강대국들 간의 이러한 "상대적 평화"의 시대는 로마 제국 이후 세계의 역사에서 기록된 바가 없다.
1990년대에는 긴 평화가 냉전의 독특한 결과라고 여겨졌다. 하지만, 냉전이 종결되고도 같은 경향성이 지속되었고 이는 "새로운 평화(New Peace)"라고 불리게 되었다. 이 시기는 수십 년 동안 더 큰 안정성과 평화를 보였으며, 쿠데타의 횟수, 억압의 정도, 평화적 정착의 지속성 등의 수치에서 상대적 발전을 지속했다. 내전과 저강도 분쟁은 지속되어왔지만, 국내총생산이 높은 국가들 간 직접적 충돌은 부재했다. 대신, 부유한 국가들이 빈곤한 국가들과 지엽적인 저강도 분쟁을 지속해왔다. 경제 규모가 작은 국가들 간의 분쟁들도 그 횟수가 점차 감소해왔다. 전반적으로, 국제전의 횟수는 1950년대의 연 6회에서 2000년대의 연 1회로 감소했으며, 전사자의 수는 백만 명당 240명에서 백만 명당 10명으로 감소했다.
긴 평화의 원인으로 지목된 주요한 요소들은 핵무기의 억지 효과, 세계화 및 국제 무역으로 인한 경제적 협력 요인, 민주주의 국가의 세계적 증가, 세계은행의 빈곤 완화 노력, 유엔에 의한 여성의 권한 강화와 평화유지활동이 있다. 하지만, 이들 개별 자체로는 충분한 설명이 되지 못하므로, 추가적이거나 융합적인 요소들이 원인일 가능성이 높다. 다른 설명 시도로는 인권 개념의 확산, 교육 및 삶의 질 향상, 사람들이 전쟁을 바라보는 방식의 변화(침략 전쟁의 부당성), 비폭력 저항의 성공, 출산율 감소 등의 인구통계학적 요인 등이 있다.
저서 우리 본성의 선한 천사(The Better Angels of Our Nature)에서, 스티븐 핑커는 긴 평화에 대해 역사의 시작과 함께 지속되어온 경향성의 일부분이라고 언급했으며, 이와 유사한 주장들 또한 등장했다. 전문가들 사이에서는 현재가 긴 평화의 시대이며 1950년대부터 전쟁이 감소했다는 것에 대해 일반적으로 공감이 존재하지만, 핑커의 주장에는 반박이 가해지고 있다. 비판으로는 확실함을 위해서는 상대적 평화가 더 오래 지속되어야 한다는 주장이나, 시리아 내전에서의 전사자 증가 등 소규모 전쟁에서의 반대적 경향성이 언급되어왔다. 핑커의 저서는 어느 정도의 명성을 얻었으나, 긴 평화와 연관된 경향성에 대한 대부분의 정보들은 대중의 시선 밖에 머물러 있으며, 몇몇 자료들은 세계가 더 위험해졌다는 오인을 퍼뜨리기도 한다.

## 같이 보기
- 억지이론
- 핵 평화